# FA Šiauliai
FA Šiauliai (lt. Viešoji įstaiga – futbolo akademija „Šiauliai“) is een Litouwse voetbalacademie uit Šiauliai.

## Erelijst
- Pirma lyga (D2)

1 plaats: 2021

## Seizoen na seizoen
| Seizoen | Niveau | Liga                   | Plaats | Webplaats | Opmerkingen |
| ------- | ------ | ---------------------- | ------ | --------- | ----------- |
| 2010    | 4.     | Trečia lyga (Šiauliai) | 9.     |           |             |
| 2016    | 4.     | Trečia lyga (Šiauliai) | 6.     |           | promoveerde |
| 2017    | 3.     | Antra lyga (Vakarai)   | 4.     | [ 1 ]     |             |
| 2018    | 3.     | Antra lyga (Vakarai)   | 6.     | [ 2 ]     | promoveerde |
| 2019    | 2.     | Pirma lyga             | 6.     | [ 3 ]     |             |
| 2020    | 2.     | Pirma lyga             | 5.     | [ 4 ]     |             |
| 2021    | 2.     | Pirma lyga             | 1.     | [ 5 ]     | promoveerde |
| 2022    | 1.     | A lyga                 | 7.     | @         |             |
| 2023    | 1.     | A lyga                 | 3.     | @         |             |
| 2024    | 1.     | A lyga                 | 7.     | @         |             |
| 2025    | 1.     | A lyga                 | .      | @         |             |

## Šiauliai in Europa
Uitslagen vanuit gezichtspunt FA Šiauliai
| Seizoen | Competitie        | Ronde | Land             | Club                | Totaalscore | 1e W    | 2e W    | PUC |
| ------- | ----------------- | ----- | ---------------- | ------------------- | ----------- | ------- | ------- | --- |
| 2024/25 | Conference League | 1Q    | Vlag van Estland | FCI Levadia Tallinn | 0-2         | 0-2 (T) | 0-0 (U) | 0.5 |

Totaal aantal punten voor UEFA coëfficiënten: 0.5
Zie ook
- Deelnemers UEFA-toernooien Litouwen

## Bekende (ex-)spelers
- Algis Jankauskas, (2021–2022)
- Eligijus Jankauskas, (2022–)
- Daniel Romanovskij, (2022–2023; 2024–)
- Deividas Šešplaukis, (2022–)